# Plakabroen
Plakabroen (græsk: Γεφύρι της Πλάκας, Gefyri tis Plakas) er en stenbuebro fra det 19. århundrede i Grækenland, over floden Arachthos. Den blev efter flere mislykkede forsøg, færdigkonstrueret og indviet i 1866. Den kollapsede under oversvømmelserne den 1. februar 2015 men blev genopbygget, og stod færdig igen i 2020.
Den krydser Arachthos-floden ved grænsen mellem præfekturene Arta og Ioannina. Med sin bue på 40 meters bredde og en højde på 18 meter, var den den største buebro i Grækenland  og Balkan, og den tredjestørste buebro i Europa. Det havde også to små hjælpebuer på 6 meters bredde på de to sider. Den blev betragtet som "en af de vanskeligste buebroer at konstruere."
Broen er udgangspunktet for rafting og kanosejlads på Arachthos-floden.

## Historie

### Konstruktion
Broen blev bygget efter ordre fra den osmanniske sultan Abdülaziz, og blev afsluttet i 1866 under tilsyn af den berømte lokale bygherre Kostas Bekas (græsk: Κώστας Μπέκας) fra den nærliggende landsby Pramanta .  To tidligere forsøg fra andre bygherrer i 1860 og 1863 mislykkedes da broen kollapsede under byggeriet (i 1863 kollapset den samme dag, den blev indviet ). Bygningsomkostningerne, 180.000 kuruş, blev dækket af lokalsamfundene og den rige købmand Ioannis Loulis.

### I brug
Den 3. februar 1878 under det anti-osmanniske oprør samme år besejrede græske tropper under kommando af Konstantinos Kottikas den tyrkiske garnison på broen og fik dem til at trække sig tilbage.
Mellem 1881 og 1912 (den første Balkan-krig) markerede broen grænsen mellem Kongeriget Grækenland og det osmanniske imperium, og der blev opført en toldbygning ved siden af den, som stadig eksisterer. Også nær broen var der en forpost for den græske hær og en kro. Broen plejede at være en handelsrute, der forbinder Tzoumerka med Epirus og Thessalien.
Under Anden Verdenskrig blev broen bombet af tyskerne og modstod bombningen med mindre skader. Lokalbefolkningen reparerede den med cement i 1943.  Den 29. februar 1944 under Tysklands okkupation af Grækenland, blev Plaka-aftalen underskrevet nær broen blandt de væbnede grupper i den græske modstandsbevægelse, EAM, EDES og EKKA. I henhold til traktaten var modstandsgrupperne enige om at afstå fra at krænke hinandens territorium, og at al fremtidig krigsindsats vil være rettet mod tyskerne. Dette markerede afslutningen på den "første runde" af den græske borgerkrig, der var startet den 12. oktober 1943.
På trods af de to små 6 meter brede reliefbuer  er broens tykkelse i toppen på 1,56 meter, hvilket af eksperter, er blevet betragtet som lille.
Under kraftige regnvejr i 2007 kollapsede broen næsten, og en restaurering blev overvejet, men ikke foretaget, hvilket rejste kritik fra offentligheden.

### Sammenbrud i 2015
Broen, som var et af de mest imponerende eksempler på græsk populær arkitektur, kollapsede den 1. februar 2015. En oversvømmelse forårsaget af kraftig regn  fik Arachthos-floden til at rive broens fundament fra flodbredderne  hvilket førte til, at broens centrale del kollapsede og blev skyllet væk. Den næste dag rejste infrastrukturminister Christos Spirtzis og repræsentanter for kulturministeriet til regionen for at vurdere situationen, og de meddelte at det var teknisk muligt at genoprette den historiske bro. Eksperter har vurderet skaden. Materialerne ville blive genvundet fra floden, når vandstanden er faldet.
I sommeren 2020 var genopbygningen, der blev supporteret af Det Nationale Tekniske Universitet i Athen, gennemført.